# ヨーゼフ・ゲッベルス内閣
ゲッベルス内閣（ゲッベルスないかく、ドイツ語: Kabinett Goebbels）は、ヨーゼフ・ゲッベルスを首相とするドイツの内閣。
1945年4月30日にドイツ総統アドルフ・ヒトラーが自殺に先立って後継の大統領としてカール・デーニッツを指名すると同時に後継内閣の閣僚をも指名した。だが首相に任命されたヨーゼフ・ゲッベルスが翌日自殺したため、この内閣は僅か1日で幕を閉じた。
また、この内閣を成立させたヒトラーの遺書が輸送の途絶により隠匿されてしまったため、大統領デーニッツが任命を知ることができたのは自身のほかに首相ゲッベルス、ナチ党担当大臣（ナチ党党首に相当）マルティン・ボルマン、外務大臣アルトゥル・ザイス＝インクヴァルトの3名だけであった。

## ゲッベルス内閣歴代閣僚
| 職名                         | 代 | 氏名                                           | 氏名 | 所属政党                   | その他の役職                                   | 備考                   |
| ---------------------------- | -- | ---------------------------------------------- | ---- | -------------------------- | ---------------------------------------------- | ---------------------- |
| 首相                         | 16 | ヨーゼフ・ゲッベルス                           |      | 国民社会主義ドイツ労働者党 |                                                | 前国民啓蒙・宣伝大臣   |
| 党担当大臣                   | 1  | マルティン・ボルマン                           |      | 国民社会主義ドイツ労働者党 | 親衛隊大将、 ナチ党官房長                      | 党担当大臣はナチ党党首 |
| 外務大臣                     | 11 | アルトゥール・ザイス＝インクヴァルト           |      | 国民社会主義ドイツ労働者党 | 親衛隊大将、 元オーストリア首相、 オランダ総督 |                        |
| 内務大臣                     | 19 | パウル・ギースラー                             |      | 国民社会主義ドイツ労働者党 | 突撃隊大将、 バイエルン自由州首相              | 前内務省次官           |
| 財務大臣                     | 13 | ルートヴィヒ・シュヴェリン・フォン・クロージク |      | 国民社会主義ドイツ労働者党 |                                                | 留任                   |
| 法務大臣                     | 15 | オットー・ゲオルク・ティーラック               |      | 国民社会主義ドイツ労働者党 |                                                | 留任                   |
| 国防大臣                     | 6  | カール・デーニッツ                             |      | 国民社会主義ドイツ労働者党 | 海軍元帥、大統領兼任                           |                        |
| 陸軍総司令官                 | 4  | フェルディナント・シェルナー                   |      | 国民社会主義ドイツ労働者党 | 陸軍元帥                                       |                        |
| 海軍総司令官                 | 2  | カール・デーニッツ                             |      | 国民社会主義ドイツ労働者党 | 海軍元帥、大統領兼任                           |                        |
| 空軍総司令官                 | 2  | ローベルト・フォン・グライム                   |      | 国民社会主義ドイツ労働者党 | 空軍元帥                                       |                        |
| 経済大臣                     | 18 | ヴァルター・フンク                             |      | 国民社会主義ドイツ労働者党 | ライヒスバンク総裁                             | 留任                   |
| 労働大臣                     | 9  | テオドール・フップアウアー                     |      | 国民社会主義ドイツ労働者党 |                                                |                        |
| 食糧大臣                     | 13 | ヘルベルト・バッケ                             |      | 国民社会主義ドイツ労働者党 | 親衛隊大将                                     | 留任                   |
| 国民啓蒙 ・ 宣伝大臣         | 2  | ヴェルナー・ナウマン                           |      | 国民社会主義ドイツ労働者党 | 突撃隊少将 親衛隊少尉                          | 前国民啓蒙・宣伝省次官 |
| 科学 ・ 教育 ・ 国民文化大臣 | 14 | グスタフ・アドルフ・シェール                   |      | 国民社会主義ドイツ労働者党 | 親衛隊大将、警察大将                           |                        |
| 軍需大臣                     | 3  | カール＝オットー・ザウル                       |      | 国民社会主義ドイツ労働者党 |                                                | 前軍需省次官           |
| 無任所帝国大臣               |    | ロベルト・ライ                                 |      | 国民社会主義ドイツ労働者党 | 組織全国指導者、 ドイツ労働戦線全国指導者兼任  | 留任                   |